# Circuit de Belgique
Le Circuit de Belgique (Omloop van België en flamand), est une ancienne course cycliste belge, disputée de 1928 à 1945.
De 1941 à 1944, cette course, toujours organisée par le journal Le Soir, s'est déroulée en 3 ou 4 étapes.

## Palmarès
| Année | Vainqueur          | Deuxième             | Troisième                |
| ----- | ------------------ | -------------------- | ------------------------ |
| 1928  | Julien Vervaecke   | Louis Delannoy       | Gustave Van Slembrouck   |
| 1929  | Frans Bonduel      | Hector Van Rossem    | Aimé Déolet              |
| 1930  | Maurice De Waele   | Jules Deschepper     | Alfons Schepers          |
| 1931  | Jules Deschepper   | Louis Delannoy       | Alfons Deloor            |
| 1932  | Hector Van Rossem  | Jean Wauters         | Jean De Busschere        |
| 1933  | Richard Noterman   | Constant Huys        | Joseph Vanderhaegen      |
| 1934  | Alfons Corthout    | Louis Rolus          | Frans Guerinckx          |
| 1935  | Alfons Deloor      | Michel Buyck         | Pol Mertens              |
| 1940  | Marcel Kint        | Sylvain Grysolle     | Gustave Van Cauwenberghe |
| 1941  | Georges Claes      | Gustaaf Van Overloop | Frans Bonduel            |
| 1942  | Robert Van Eenaeme | Prosper Depredomme   | Albert Dubuisson         |
| 1943  | Marcel Kint        | Lucien Vlaemynck     | Richard Depoorter        |
| 1944  | Joseph Moerenhout  | Joseph Somers        | Sylvain Grysolle         |
| 1945  | Marcel Rijckaert   | Albert Sercu         | Jules Lowie              |